# Glenbalodectes narranga
Glenbalodectes narranga är en insektsart som beskrevs av Rentz, D.C.F. 1985. Glenbalodectes narranga ingår i släktet Glenbalodectes och familjen vårtbitare. Inga underarter finns listade i Catalogue of Life.